# Hans Soltmann
Hans Soltmann (* 4. Dezember 1876 in Breslau; † 1955 in Leipzig) war ein deutscher Maler, Grafiker und Hochschullehrer.

## Leben und Werk
Hans Soltmann war der Bruder des Mediziners Otto Soltmann. Er studierte ab 1897 an der Akademie der Bildenden Künste München, bei Adolf Hölzel an der Dachauer Malschule, bei Ludwig Schmid-Reutte an der Kunstakademie Karlsruhe, an der Kunstakademie Berlin und in Paris.
1910 wurde er als Leiter der Lehrkurse „Anatomie und anatomisches Zeichnen“ an der Königlichen Akademie für graphische Künste und Buchgewerbe in Leipzig bestellt. Beeinflusst von Max Klinger war er ein Anhänger der Darstellung des nackten Körpers. Während er auch grafisch tätig war betätigte er sich in dieser Zeit hauptsächlich als Maler. Seine häufig banalen Kinderbildnisse und Genreszenen waren weit verbreitet. Wenig später erhielt Soltmann eine Professur an der Akademie für graphische Künste und Buchgewerbe.
Zu seinen Schülern gehörten u. a. Hans Bunge-Ottensen, Bruno Eyermann, Gerhard Tag, Walther Kohlhase, Karl Krug, Johannes Lebek, Josef Georg Miller, Gabriele Meyer-Dennewitz, Erich Ohser, Erich Otto, Marianne Scheel, Günter Albert Schulz und Eva Schwimmer. Im Ersten Weltkrieg war Soltmann als Offizier an der Westfront eingesetzt, u. a. 1915 in Lille.
Soltmann war u. a. Mitglied des Deutschen Künstlerbundes und des Vereins Leipziger Jahresausstellung und dort u. a. 1920 Mitglied der Jury der Kunstausstellung des Vereins. Mit einer großen Anzahl weiterer, zum Teil hoch-renommierter, Künstler beteiligte er sich ab 1918 an der Grafik-Edition „Drucke der Wahlverwandten“ des Leipziger Verlags Meissner & Buch. Er arbeitete auch als Buchillustrator, und seine Bilder wurde neben Bildern weiterer Künstler zur Illustration von einigen weitverbreiteten Büchern nutzt.
In der Zeit des Nationalsozialismus war Soltmann Mitglied der Reichskammer der bildenden Künste.
Soltmann ist heute nahezu der Vergessenheit anheimgefallen.

## Darstellung Soltmanns in der bildenden Kunst
- Albrecht Leistner: Hans Soltmann (Büste, Bronze, 1923)
- Walter Tiemann: Bildnis Prof. Hans Soltmann (Tafelbild, Öl; um 1936)[12]

## Werke (Auswahl)

### Tafelbilder
- Selbstporträt (Öl; 1942 auf der Großen Deutsche Kunstausstellung in München)[13]

### Druckgrafik (Auswahl)
- Auf dem Lande (Lithografie, um 1910)[14]
- Betender Mann (Holzschnitt)[15]
- Selbstbildnis (Holzschnitt, 1911)[16]
- Mutter mit Kind (Radierung, um 1914)[17]
- Im Kampf der Seele (Holzschnitt)[18]
- Morgenwäsche (Holzschnitt)[18]
- Lille (Lithografie, 1915)
- Pfingsten (Linolschnitt in Schwarz und Grau, 1919; u. a. im Bestand des Lindenau-Museums Altenburg/Thür.)[19]
- Kinder (Mappen-Werk mit 11 Kreidelithografien, um 1921; Menes-Verlag, Leipzig)[20]
- Flickschuster (Holzschnitt)[21]
- Mädchenakt (Holzschnitt, 1928)[22]
- Ziegenstall (Holzschnitt, 1930; u. a. im Bestand des Otto-Dix-Hauses Gera)[19]
- Ein Fensterblick (Holzschnitt, 1932; u. a. im Bestand des Otto-Dix-Hauses Gera)[19]

### Buchillustrationen (Auswahl)
- Erwin Banck: 12 Kinderlieder. August Scherl, Berlin, 1924
- Aus deutscher Dichtung. Verband der selbstständigen Buchbindermeister Thüringens, Weimar 1925 (Sammlung neuer Schulbücher für die Thüringer Einheitsschule).
- Wenn Frau Sommer freundlich lacht. Tierbilder von der Mücke bis zur Eule. Verlag der deutschen Kinderwelt, Leipzig 1936.
- Tausendstimmiges Leben. Hirts Sammlung deutscher Gedichte. 5.–8. Schuljahr. Hirt Verlag, Breslau 1936.

### Baubezogene Kunst
- Altargemälde (Kirche Groß-Wiederitzsch)[23]

## Ausstellungen (Auswahl)
- 1903: Wien, Ausstellung der Vereinigung Bildender Künstler „Wiener Secession“
- 1911, 1912: Leipzig, Leipziger Jahresausstellung[24]
- 1914: Wien, Künstlerhaus, XLVII. Ausstellung des Aquarellistenclubs (mit Holzschnitten)[25]
- 1937, 1940, 1942 und 1943: Leipzig, Museum der bildenden Künste, Große Leipziger Kunstausstellungen
- 1942: München, Große Deutsche Kunstausstellung
- 1946/1947: Leipzig, Museum der bildenden Künste  („Mitteldeutsche Kunst“)[26]

## Weblink
- https://www.europeana.eu/de/search?page=1&view=grid&query=Hans%20Soltmann